# ژان بروله
ژان بروله (به فرانسوی: Jean Bruller)‏ (۲۶ فوریه ۱۹۰۲–۱۰ ژوئن ۱۹۹۱) نویسنده فرانسوی‌ست. نام مستعار او ورکور بود.

## آثار
- خاموشی دریا
- رؤیا (رمان)
- شمال (کتاب)
- سلاح‌های شب
- رنج‌های وطنم